# Buxus cubana
Buxus cubana är en buxbomsväxtart som beskrevs av Henri Ernest Baillon. Buxus cubana ingår i släktet buxbomar, och familjen buxbomsväxter. Inga underarter finns listade i Catalogue of Life.